# Парламентські вибори в Хорватії 1992

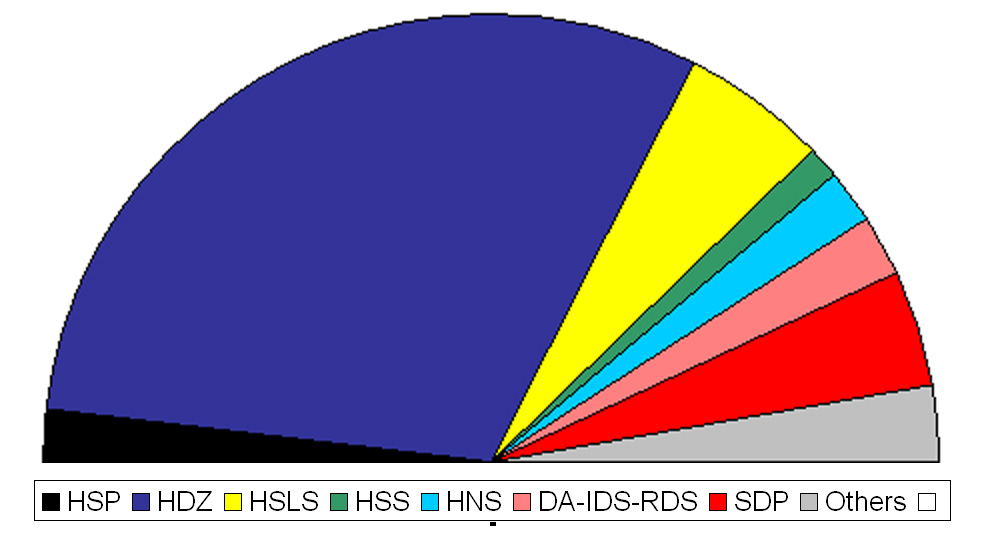
Діаграма остаточних результатів виборів

Парламентські вибори в Хорватії 1992 відбулися 2 серпня 1992 року одночасно з виборами президента Хорватії. Це були перші вибори до парламенту Хорватії після здобуття нею незалежності, вперше проведені за новою конституцією, та єдині, що пройшли в умовах війни. На виборах вдруге поспіль перемогла Хорватська демократична співдружність, яка здобула 85 місць зі 138. Явка виборців становила 75,6%.